# ターモンフェキン

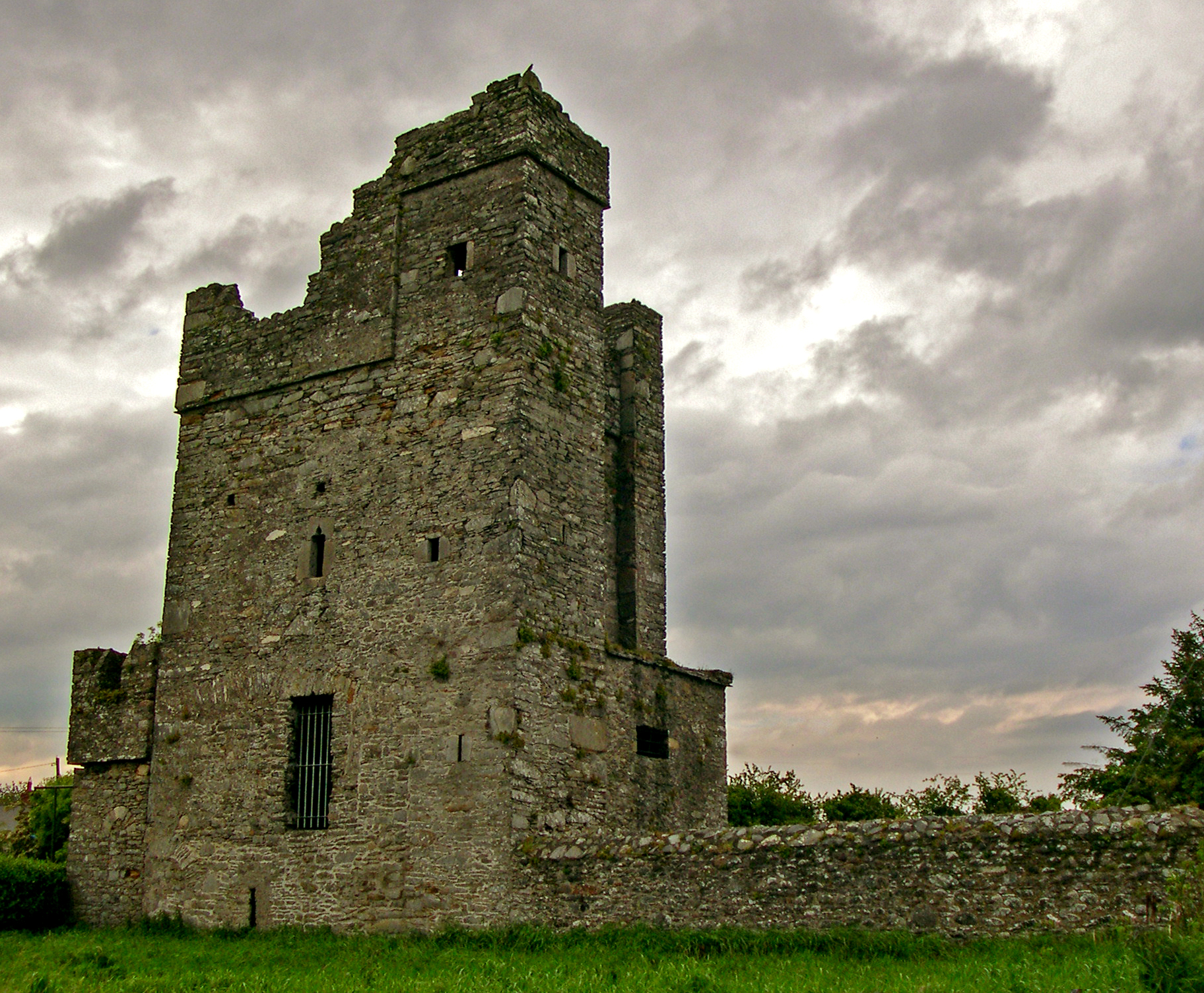
ターモンフェキン城

ターモンフェキン（アイルランド語 Termonfeckin）は、アイルランドの地名。ドロヘダ近郊に位置する。レンスター地方ラウス県に属する。2002年の人口は2016人。

## 経済
農耕中心の経済である。地方であるため大企業などは存在しない。
観光地としても有名。　海岸やゴルフコースが観光客を引き寄せている。

## 出身人物
- イヴァナ・リンチ ハリー・ポッターの出演者の一人。ハリー・ポッターの友人、ルーナ・ラブグッド役。